# Гильдебрандсон, Гуго Гильдебранд
Гуго Гильдебранд Гильдебрандсон (швед. Hugo Hildebrand Hildebrandsson, 1838—1925) — шведский метеоролог, профессор Уппсальского университета и директор Уппсальской метеорологической обсерватории.

## Биография
Его работы касались главным образом вопроса о движениях воздуха на больших высотах над земной поверхностью. Для этого он выработал правила для наблюдения над облаками, сделал много наблюдений сам со своими помощниками и побудил многих ученых в Европе и в других частях света делать подобные наблюдения. Результаты своих и чужих наблюдений дали ему возможность делать заключения о направлении воздушного течения, об отклонении воздушных течений на разных высотах от нормали к изобаре; менее всего отклоняется ветер в нижних слоях воздуха; более уже те слои, в которых находятся кучевые облака и ещё более самые высокие слои воздуха, доступные наблюдению, то есть те, где находятся перистые облака.
Гильдебранду мы обязаны также многими исследованиями над высотой облаков и скоростью их движения. Затем он занялся вопросом о форме и классификации облаков и, вместе с английским ученым Эберкромби (Abercromby), на метеорологической конференции в Мюнхене в 1891 году, представил общий проект новой классификации облаков, который и был принят большинством собравшихся ученых.
Также провёл исследования гроз в Скандинавии и о движении изотерм весны и осени в Европе. На картах изотерм, приложенных к этому труду, даны рядом положения данных изотерм за разные дни, так что можно проследить, например, изотерму 9°С от северных берегов Средиземного моря, где она встречается в начале марта, до Лапландии, где такая высокая температура наступает лишь в июне.